# Kazimierz Męcik
Kazimierz Męcik (ur. 17 października 1929 w Mirowie, zm. 4 czerwca 2008) – polski robotnik i polityk, poseł na Sejm PRL VII i VIII kadencji.

## Życiorys
Uzyskał wykształcenie zasadnicze zawodowe. Brygadzista w Hucie im. B. Bieruta w Częstochowie. W kwietniu 1948 przystąpił do Polskiej Partii Socjalistycznej, a wraz z nią w grudniu tego samego roku do Polskiej Zjednoczonej Partii Robotniczej. Zasiadał w Komitecie Wojewódzkim PZPR w Częstochowie. W 1976 uzyskał mandat posła na Sejm PRL VII kadencji w okręgu Częstochowa. Zasiadał w Komisji Prac Ustawodawczych. W 1980 uzyskał reelekcję w tym samym okręgu. Zasiadał w Komisji Prac Ustawodawczych, Komisji Przemysłu Ciężkiego, Maszynowego i Hutnictwa oraz w Komisji Nadzwyczajnej do rozpatrzenia projektu ustawy o Radach Narodowych i Samorządzie Terytorialnym.
Miał żonę Barbarę (zm. 1992). Pochowany na Cmentarzu św. Józefa w Częstochowie.

## Odznaczenia
- Krzyż Kawalerski Orderu Odrodzenia Polski
- Złoty Krzyż Zasługi
- Srebrny Krzyż Zasługi
- Brązowy Krzyż Zasługi
- Medal 30-lecia Polski Ludowej